# Beamten-Dienstrechtsgesetz 1979
Das Beamten-Dienstrechtsgesetz 1979 ist ein österreichisches Gesetz, welches die Dienstverhältnisse aller Bediensteten regelt, die in einem öffentlich-rechtlichen Dienstverhältnis zur Republik Österreich (Bundesebene) stehen, also Bundesbeamte. Sie werden im Gesetz als Beamte bezeichnet (§ 1 Abs. 1 BDG 1979).
Auf die ebenfalls beamteten Richteramtsanwärter und Richter ist dieses Bundesgesetz nicht anzuwenden, sondern das Richter- und Staatsanwaltschaftsdienstgesetz (§ 1 Abs. 2 BDG 1979). Auf Staatsanwälte, für die ebenfalls das Richter- und Staatsanwaltschaftsdienstgesetz gilt, ist das Beamten-Dienstrechtsgesetz nur teilweise anzuwenden (§ 1 Abs. 3 BDG 1979).
Das öffentlich-rechtliche Dienstverhältnis zwischen Gebietskörperschaften und ihren Dienstnehmern (öffentliche Bedienstete) wurde ab 1914 durch die Dienstpragmatik (RGBl. Nr. 15/1914) geregelt, ab 1977 durch das Beamten-Dienstrechtsgesetz (BGBl. Nr. 329/1977) und seit 1980 gilt das Beamten-Dienstrechtsgesetz 1979.